# Methyclothiazide
Methyclothiazide là một thuốc lợi tiểu nhóm thiazide.